# Klaudiusz (imię)
Klaudiusz – męskie imię łacińskie, pochodzące od nazwy rzymskich rodów Klaudiuszy; nazwa ta zaś wywodzi się od nazwy miasta Clausus, skąd oba rody Klaudiuszy wzięły początek. W Polsce imię Klaudiusz jest znane od XVIII wieku.
Żeński odpowiednik: Klaudia

## Klaudiuszimieninyobchodzi
- 15 lutego[1][3][4], jako wspomnienie św. Klaudiusza La Colombière,
- 18 lutego, jako wspomnienie św. Klaudiusza, wspominanego razem ze św. Prepedigną, Maksymem, Aleksandrem i Kucjaszem,
- 26 kwietnia[1][3][4]
- 6 czerwca[1][3][4], jako wspomnienie św. Klaudiusza, biskupa Besançon,
- 7 lipca[1]
- 21 lipca, jako wspomnienie św. Klaudiusza, wspominanego razem ze św. Justem i Jukundynem,
- 23 sierpnia, jako wspomnienie św. Klaudiusza, wspominanego razem ze św. Neonem, Asteriuszem, Domniną i Neonillą lub Teonillą[5],
- 30 października[1][3][4], jako wspomnienie św. Klaudiusza, wspominanego razem ze św. Luperkusem i Wiktorykiem,
- 8 listopada[1][3][4], jako wspomnienie św. Klaudiusza, wspominanego razem ze św. Nikostratem, Kastor(iusz)em i Symforianem (Sempronianem)[6].

## W innych językach
- łacina: Claudius
- język angielski: Claud, Claude, Claudius
- język niemiecki: Claudius
- język francuski: Claude
- język rosyjski: Клавдий (Kławdij)
- język rumuński: Claudiu
- język włoski: Claudio

## Osoby noszące imię Klaudiusz
- Klaudiusz Ptolemeusz – uczony grecki
- Klaudiusz – cesarz rzymski
- Klaudiusz II Gocki – cesarz rzymski
- Marek Klaudiusz Marcellus
- Klaudiusz Neron Juliusz Cezar
- Klaudiusz z Turynu – biskup reformator z IX wieku
- Klaudiusz Lotaryński
- Claude-Louis de La Châtre
- Claudio Abbado – dyrygent włoski
- Claude Louis Berthollet – francuski chemik
- Claude Chabrol – francuski reżyser
- Claudio Chiappucci – włoski zawodowy kolarz szosowy
- Claude Debussy – francuski kompozytor, impresjonista
- Klaudiusz Duż-Duszewski – białoruski działacz polityczny, publicysta
- Claudio Gentile – włoski piłkarz, trener
- Cláudio Hummes – brazylijski duchowny katolicki
- Claudiu Keserü – piłkarz rumuński
- Kławdij Lebiediew – malarz rosyjski
- Claude Lelouch – francuski reżyser
- Claude Lévi-Strauss – francuski antropolog
- Klaudiusz Franciszek Łazowski – polski uczestnik Wielkiej Rewolucji Francuskiej
- Claudius Florimund de Mercy – austriacki dowódca wojskowy
- Claude Monet – malarz francuski
- Claudio Monteverdi – kompozytor włoski
- Klaudiusz Poullart des Places – założyciel zakonu duchaczy
- Klaudiusz Ševković – polska osoba medialna
- Claude Simon – pisarz i eseista francuski, noblista
- Klaudiusz Urban – polski szachista, mistrz międzynarodowy
- Cláudio Taffarel – brazylijski piłkarz

## Postaci fikcyjne o tym imieniu
- Klaudiusz Frollo – bohater powieści Katedra Najświętszej Marii Panny w Paryżu Wiktora Hugo
- Król Klaudiusz – bohater dramatu Williama Szekspira Hamlet
- Claude – bohater serii gier komputerowych Grand Theft Auto